# Evanđelist
Evanđelisti su četiri autora kanonskih evanđelja. 
Pojam potječe od starogrčke riječi  Evangelion = objave, čija se primjena u kršćanstvu počela primjenjivati osobito na četiri kanonska evanđelja. 
Evanđelisti su:
- Sveti Matej
- Sveti Marko
- Sveti Luka
- Sveti Ivan

U umjetnosti se evanđelisti često prikazuju u tetramorfu, tj. prikazu koji se sastoji od četiri simbola. Sv. Mateja simbolizira anđeo, sv. Marka krilati lav, sv. Luku bik, a sv. Ivana orao. Ovi simboli vuku podrijetlo iz Ezekielovog proročanstva (Ezekiel 1:10).

### Poveznice
- Evanđelje po Marku
- Evanđelje po Mateju
- Evanđelje po Luki
- Evanđelje po Ivanu